# Det stora äventyret
Det stora äventyret är en svensk film från 1953 i regi av Arne Sucksdorff. Filmen har en handling som kretsar kring två bondpojkar som fångar en utter som de gömmer hemma, men skildrar också olika djurs liv i skogen, med hel- och halvdokumentärt bildmaterial som klippts till en kontinuitet. Filmen visades i huvudtävlan vid Filmfestivalen i Cannes 1954.

## Tillkomst
Filmen var ursprungligen tänkt att skildra ett lodjurs vandring från Norrland till Mellansverige. Ett lodjur hämtades från Finland, men innan mycket bildmaterial hunnit upptas drabbades Arne Sucksdorff av hjärnhinneinflammation och inspelningen avstannade under flera månader. Även finansieringsproblem tillstötte; filmen tvingades privatfinansieras av regissören och manusändringar kom att göras. I slutändan räddades inspelningen av att Sandrews medgav ett lån. Filmens tillkomst skildras i boken Det stora äventyret av Sucksdorff och hans hustru Astrid Bergman Sucksdorff.

## Om filmen
Det stora äventyret har visats i Sveriges Television, bland annat i april 2019.

## Medverkande
- Anders Nohrborg som Anders
- Kjell Sucksdorff som Kjell, hans yngre bror
- Sigvard Kihlgren som Jens, bonde
- Holger Stockman som Kvast-Emil, fiskare
- Arne Sucksdorff som pojkarnas far
- Annika Ekendahl som Annika, liten flicka på gården
- Stina Andersson som pojkarnas mor
- Amanda Haglund som gammelmor på gården
- Tryggve Thyselius som präst i kyrkan
- Erik Bodin som handelsman
- Aina Fritzell som lärarinnan